# Mantra 9
Mantra 9 je šesté studiové album Světlany Nálepkové. Album vyšlo v listopadu roku 2016. Je složené z meditačních manter. Inspiraci získala při svém pobytu v Himálaji. Hudební aranžmá vytvořil Blue Angel Memory Band Jiřího Toufara.

## Seznam skladeb
1. Óm Shree Sache 06:21
2. Jaya Radhe 08:06
3. Tvaméva 05:49
4. Óm Bhur 07:19
5. Góvinda Haré 06:46
6. Óm Namah Shivaya 06:13
7. Óm Mani Padme Hum 06:30
8. Gaté, Gaté 08:22
9. Hari Óm Shiva Óm 05:41